# Funaria ludoviciae
Funaria ludoviciae là một loài Rêu trong họ Funariaceae. Loài này được Broth. & Paris mô tả khoa học đầu tiên năm 1911.